# Pedro Sánchez
Pedro Sánchez Pérez-Castejón, španski politik, * 29. februar 1972, Madrid. 
Sánchez je aktualni predsednik vlade Kraljevine Španije.

## Življenjepis
Sánchez je svojo politično kariero začel leta 2004 kot mestni svetnik v Madridu, leta 2009 pa je bil izvoljen v poslanski kongres. Leta 2014 je bil izvoljen za generalnega sekretarja PSOE in postal vodja opozicije. Stranko je vodil na splošne volitve 2015 in 2016, vendar je po slednjih zaradi javnih nesoglasjih z izvršnim vodstvom stranke odstopil z mesta generalnega sekretarja. Čez osem mesecev je bil ponovno izvoljen za vodjo stranke, ko je premagal Susana Díaz in Patxi López.

### Predsednik vlade
Stranka PSOE je 1. junija 2018 razglasila nezaupnico premierju Marianu Rajoyu. Sáncheza je naslednji dan pred kraljem Filipom VI. prisegel kot premier. V nadaljevanju je vodil PSOE in na splošnih volitvah aprila 2019 dobil 38 sedežev, kar je prva državna zmaga PSOE po letu 2008, niso pa osvojili večine. Po tem, ko pogovori o sestavi vlade niso uspeli, je Sánchez na splošnih volitvah novembra 2019 znova osvojil največ glasov, januarja 2020 pa je z Unidasom Podemosom sestavil koalicijsko vlado.